# Lankascincus taprobanensis
Lankascincus taprobanensis är en ödleart som beskrevs av  Edward Frederick Kelaart 1854. Lankascincus taprobanensis ingår i släktet Lankascincus och familjen skinkar. IUCN kategoriserar arten globalt som nära hotad. Inga underarter finns listade i Catalogue of Life.